# Leisure Suit Larry: Magna Cum Laude
Leisure Suit Larry: Magna Cum Laude är ett peka-och-klicka-äventyr utvecklat av High Voltage Software 2004. Spelet är den sjunde delen i Leisure Suit Larry-serien och det första Leisure Suit Larry-spelet i 3D.

## Gameplay
Spelaren kan fritt utforska spelvärlden samt prata och interagera med elever och personal. När spelaren utforskar området kan denne hitta dolda föremål, posera för att imponera på tjejer och ta kort som senare kan säljas till andra elever.
Runt om på området finns platser där Larry kan spela minispel. Spelen startas genom att spelaren aktiverar ett föremål eller pratar med en person. När spelaren vinner minispelet så blir antingen en av tjejerna mer attraherad av Larry eller så vinner man pengar eller så ökar Larrys självförtroende.
Det finns flera olika minispel som bland annat går ut på att styra en spermie över gröna markörer, som representerar bra samtalsämnen, och från röda markörer, som representerar dåliga samtalsämnen, i konversationer med tjejer. Det finns även två rytmbaserade minispel, likt Dance Dance Revolution, där spelaren måste trycka på rätt knapp vid rätt tillfälle. Utöver dessa finns det minispel där man ska se till att alla i en bar får öl, spel där man ska få de andra medtävlarna så fulla som möjligt och ett minispel där man ska stjäla trosor från någon och sen fly och undvika hinder av olika slag.
Vanligtvis så behöver spelaren vinna flera av dessa minispel för att få till det med en tjej.

## Handling
Spelet följer Larry Lovage, huvudkaraktären i de tidigare spelen, Larry Laffers, brorson, när han försöker samla tokens of affection (engelska för tecken på kärlek) från tjejer på hans college för att få vara med i ett dating-program på TV.

## Utveckling
Utvecklingen av Magna Cum Laude påbörjades i slutet av sommaren 2002 och det var det första Leisure Suit Larry-spelet där Al Lowe inte var inblandad i spelets utvecklingsprocess.
Enligt spelets designer, Ed Kuehnel, i en artikel för Gamasutra så innehöll spelet över 90 000 ord dialog som över 36 olika karaktärer sa i mer än 150 timmar av inspelade röster. Sierras mål med spelet var att det skulle passa till både yngre spelare och äldre, hängivna, fans.

## Mottagande
De första spekulationerna kring spelets kommande lansering kom i oktober 2003 då tidskriften Computer Games läckte den tänkta förstasidan för deras decemberupplaga samma år. På E3 2004 var spelet nominerat till IGNs utmärkelse Best PC Adventure Game vilken den förlorade till Dreamfall: The Longest Journey.